# Ебергард Кінцель
Ебергард Кінцель (нім. Eberhard Kinzel; 18 жовтня 1897 — 25 червня 1945) — німецький офіцер, генерал піхоти вермахту. Кавалер Лицарського хреста Залізного хреста.

## Біографія
Учасник Першої світової війни. В 1919 році — член фрайкору Офена. Після демобілізації армії залишений в рейхсвері. З 10 листопада 1938 року — начальник відділу Східних іноземних армій Генерального штабу сухопутних військ. 1 травня 1942 року переведений в резерв фюрера. З 23 травня — начальник штабу 29-го армійського корпусу. 11 листопада знову відправлений в резерв. З січня 1943 по липень 1944 року — начальник штабу групи армій «Північ». З вересня 1944 року — командир 570-ї (згодом 337-ї) народно-гренадерської дивізії. З березня 1945 року — начальник штабу групи армій «Вісла». 3 травня брав участь у переговорах з фельдмаршалом Бернардом Монтгомері. Після капітуляції Німеччини очолив штаб зв'язку 21-ї групи армій. Наклав на себе руки.

## Сім'я
19 травня 1921 року одружився з Каролою Йон. В шлюбі народились 2 сини (1922 і 1924) і дочка (1927).
Пілот-ас Гюнтер Лютцов був племінником Кінцеля.

## Звання
- Доброволець (16 жовтня 1914)
- Єфрейтор (16 грудня 1914)
- Фанен-юнкер (25 січня 1915)
- Фенріх (8 травня 1915)
- Лейтенант (30 липня 1915)
- Оберлейтенант (31 липня 1925)
- Гауптман (1 лютого 1932)
- Майор (1 січня 1936)
- Оберстлейтенант Генштабу (1 березня 1939)
- Оберст Генштабу (1 лютого 1941)
- Генерал-майор (1 січня 1943)
- Генерал-лейтенант (1 вересня 1943)
- Генерал піхоти (20 квітня 1945)

## Нагороди
- Залізний хрест 2-го і 1-го класу
- Королівський орден дому Гогенцоллернів, лицарський хрест з мечами (29 липня 1918)
- Нагрудний знак «За поранення» в чорному
- Почесний хрест ветерана війни з мечами
- Медаль «За вислугу років у Вермахті» 4-го, 3-го, 2-го і 1-го класу (25 років)
- Застібка до Залізного хреста
  - 2-го класу (28 вересня 1939)
  - 1-го класу (25 червня 1940)
- Орден Хреста Свободи 2-го класу з дубовим листям і мечами (Фінляндія; 25 березня 1942)
- Лицарський хрест Залізного хреста (23 грудня 1942)